# Lent de triplet

Una lent de triplet

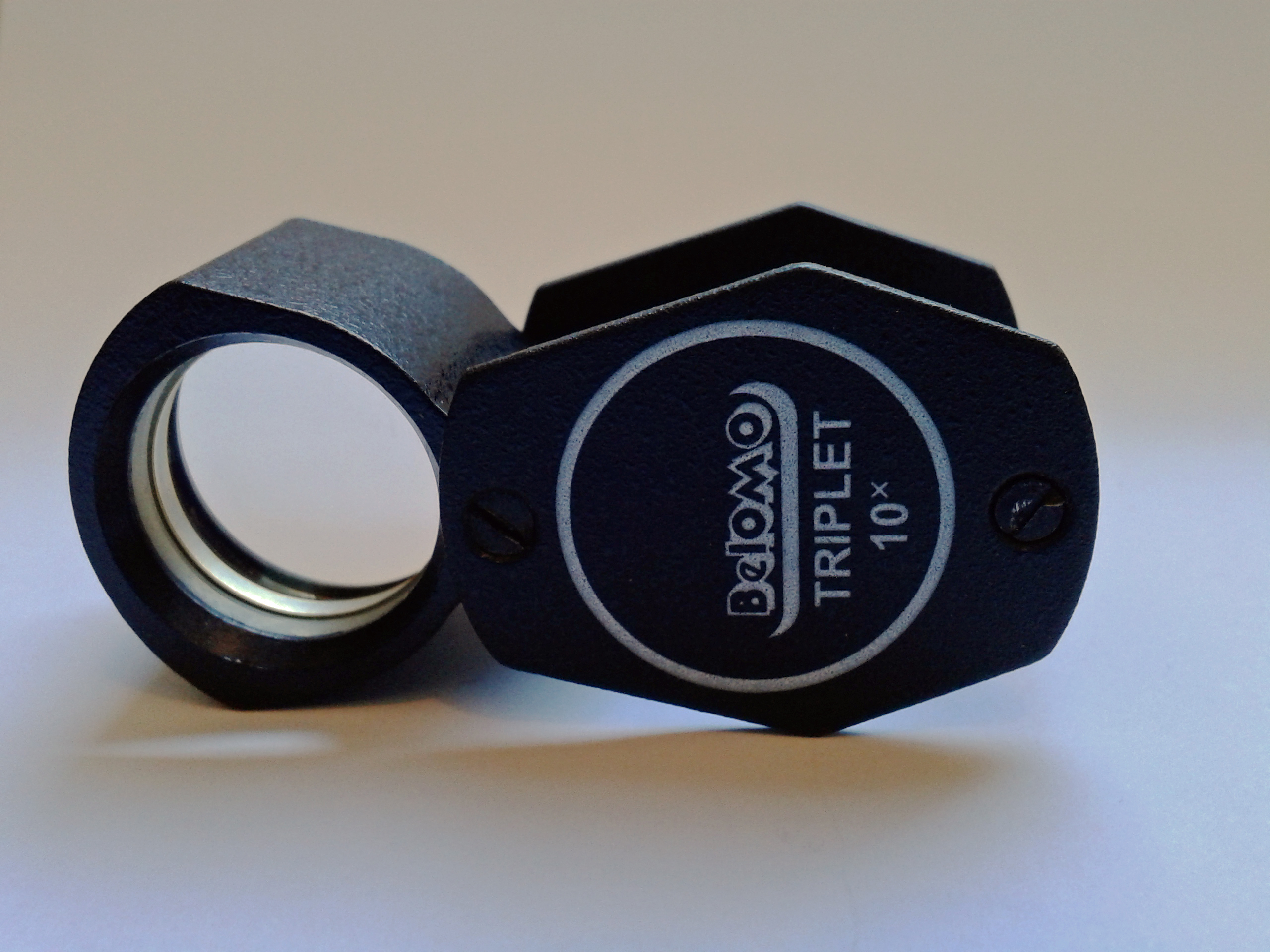
BelOMO 10×: lupes de joier de triplet acromàtic

Una lent de triplet és una lent composta formada per tres lents. El triplet és el disseny més senzill que dona el nombre requerit de graus de llibertat que permet al dissenyador d'objectius vèncer tots els tipus d'aberracions de Seidel. Les lupes de joier utilitzen normalment una lent de triplet.
El terme és utilitzat de dues maneres. Les tres lents poden ser cementades juntes, com en el triplet Steinheil o en el triplet Hastings  O bé el triplet pot ser dissenyat amb tres lents espaiades, p. ex. el triplet Cooke. Els primers tenen l'avantatge d'un més alt grau de transferència òptica al tenir menys interfícies aire-vidre, però l'últim proporciona una flexibilitat més gran en el control d'aberració, ja que les superfícies internes no estan limitades pel fet d'haver de tenir els mateixos radis de curvatura.